# Coyoacán
Koordinaten: 19° 20′ 58″ N, 99° 9′ 42″ W
Coyoacán („Ort der Kojoten“ in Nahuatl) ist ein südlicher Stadtbezirk (demarcación territorial) von Mexiko-Stadt, der bis zur Bildung der Stadtbezirke 1929 (bis 2016 delegaciones genannt) eine eigenständige Gemeinde war.

## Verkehrsanbindung
Unter der Avenida Universidad, die die westliche Grenze von Coyoacán bildet, verkehrt die Metro-Linie 3. Um ins Zentrum von Coyoacán zu gelangen, verlässt man die Bahn am besten an der Station Coyoacán (im Norden, unweit der Avenida Río Churubusco), Viveros (in unmittelbarer Nähe zum Stadtpark Viveros de Coyoacán) oder Miguel Ángel de Quevedo (im Süden, an der Avenida Miguel Ángel de Queveda).
Östlich des Zentrums von Coyoacán verkehrt die Metro-Linie 2, deren Station General Anaya auf der Calzada de Tlalpan etwa 2 km von der zentralen Plaza Hidalgo entfernt ist.

## Geschichte
Die erste Erwähnung des prähispanischen Dorfs Coyohuacan findet sich in den Aufzeichnungen von Chimalpahin (1579–1660). Diesen zufolge muss der Ort bereits um 1330 existiert haben und schon damals überaus zahlreich bevölkert gewesen sein. Auch in der Frühgeschichte der spanischen Kolonialisierung unter Cortés spielte Coyoacán eine wichtige Rolle. Nachdem seine Truppen Tenochtitlan besiegt und zerstört hatten, ließ Cortés sich 1521 in Coyohuacan nieder und gründete den ersten Stadtrat Neuspaniens. Hier und im nahen Tal von Cuauhnahuac begann er Zuckerrohr, Weizen und aus Spanien importierte Obstbäume anbauen zu lassen. Cortés blieb während des Wiederaufbaus von Mexiko-Stadt bis 1523 in Coyohuacan, das zu jener Zeit etwa 7.000 Einwohner zählte. Bis zur Mitte des 19. Jahrhunderts war Coyoacán vor allem wegen seiner Gärten und Quellen berühmt und zog als Wohnort eine Reihe von in- und ausländischen Künstlern an.

## Bauwerke

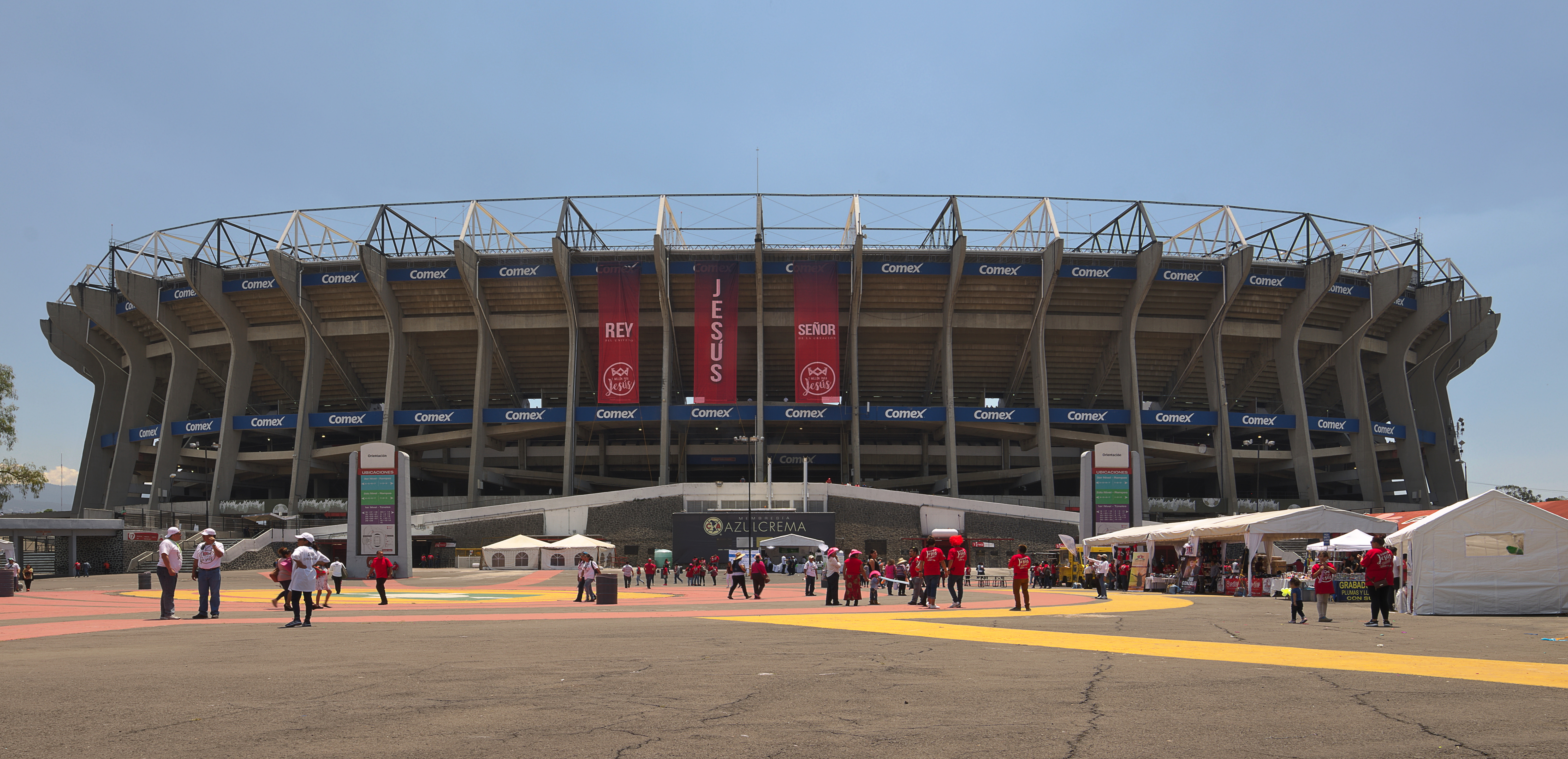
Aztekenstadion

Die international bekanntesten Attraktionen von Coyoacán sind die Casa Azul, in dem Frida Kahlo geboren wurde und die meiste Zeit ihres Lebens verbrachte, sowie das heutige Museo Casa León Trotsky, das Kahlo dem nach Mexiko immigrierten russischen Revolutionär schenkte und in dem dieser von Jaime Ramón Mercader del Río Hernández mit einem Eispickel ermordet wurde. Beide Anwesen befinden sich in der Colonia del Carmen und sind heute Museen.
An der Plaza Hidalgo, dem Hauptplatz des Bezirks, befinden sich die Überreste des 1528 von Dominikanern gegründeten Klosters San Juan Bautista. Der im Westen an die Plaza Hidalgo grenzende Jardín del Centenario bildete seinerzeit den geräumigen Vorhof des Klosters. In der Mitte der Parkanlage befindet sich eine Statue mit zwei Kojoten, den Namensgebern der Gemeinde.
An der Westgrenze von Coyoacán (an der Ecke der Avenidas Universidad und Francisco Sosa) befindet sich die kleine Kirche San Antonio de Panzacola. Die Kapelle des Heiligen Antonius von Panzacola stammt aus dem 18. Jahrhundert und hat zahlreiche Künstler inspiriert.

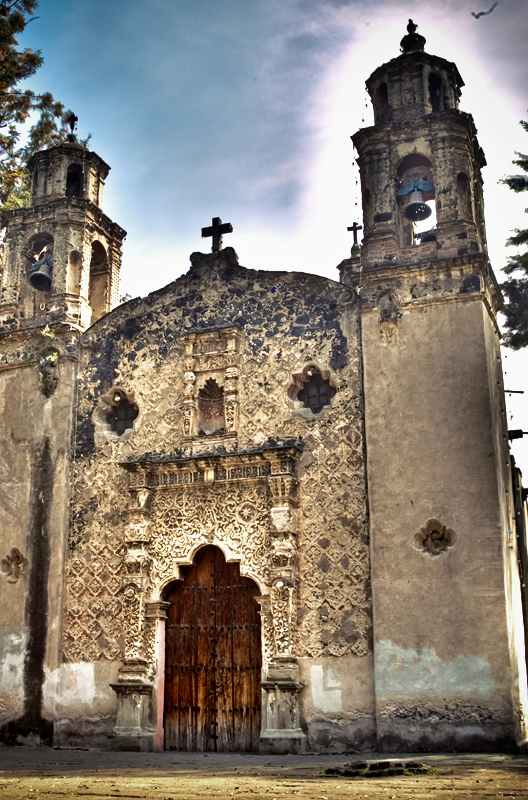
La Conchita

Aus dem Jahr 1525 stammt die kleine Kapelle La Conchita mit zwei Glockentürmen. Sie liegt in einem Park des Barrio La Concepción und wurde über einem Altar der Tolteken aus der Zeit des Niedergangs von Teotihuacan um 600 – 650 errichtet. Hier fanden sich bei Ausgrabungen die Überreste von etwa 150 Menschen aus der toltekischen Periode.

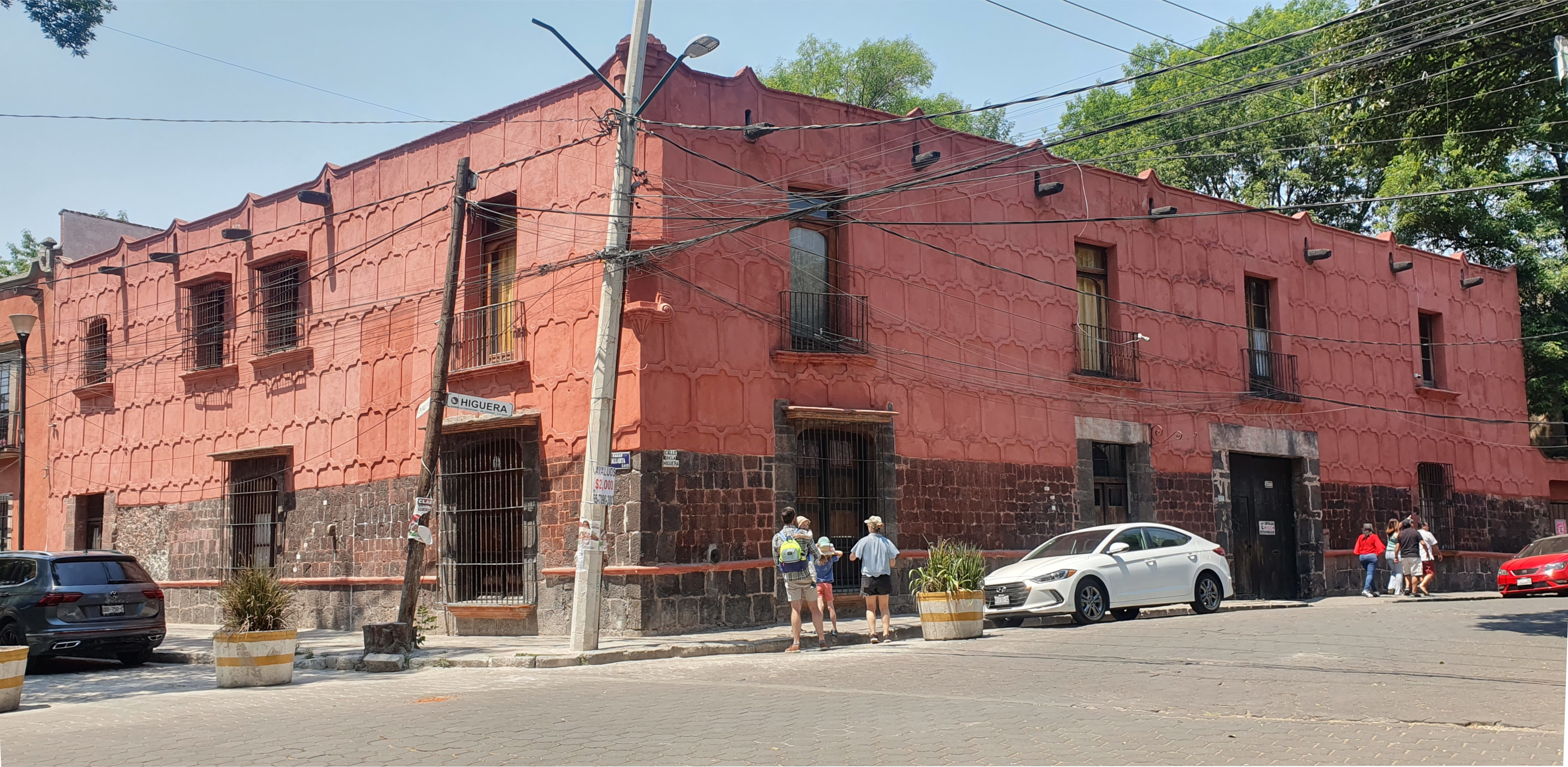
Casa de la Malinche (auch casa colorada)

Neben La Conchita liegt die Casa Malinche, wo Hernán Cortés ein Jahr lang mit La Malinche und diese der Überlieferung zufolge später mit ihrem Ehemann Juan Xaramillo lebte.
Das ursprüngliche Kloster Santa María de los Ángeles im Stadtviertel Churubusco wurde im 16. Jahrhundert an der Stelle eines ehemals mächtigen Tempels der Azteken errichtet. Zwischen 1676 und 1678 erfolgte ein kompletter Neubau von Kirche und Kloster. Am 20. August 1847 stellten sich an jenem Ort mexikanische Truppen den nordamerikanischen Invasoren entgegen. Zwar mussten sie sich letztendlich der Übermacht geschlagen geben, werden dafür aber bis zum heutigen Tag verehrt.
Auch die Ciudad Universitaria und das auf ihr errichtete Estadio Olímpico Universitario, Heimspielstätte des Fußballvereins UNAM Pumas und Austragungsort der Olympischen Sommerspiele 1968, befinden sich ebenso in Coyoacán wie das in der colonia Santa Úrsula Coapa gelegene Aztekenstadion, das sowohl vom Club América als auch von der Nationalmannschaft als Heimspielstätte genutzt wird und zweimal Austragungsort eines WM-Finals (1970 und 1986) war.

## Bewohner von Coyoacán
- David Alfaro Siqueiros (1896–1974), Maler und Grafiker[7]
- Griselda Álvarez (1913–2009), Schriftstellerin und Politikerin[8]
- Manuel Álvarez Bravo (1902–2002), Fotograf[9]
- Raúl Anguiano (1915–2006), Maler[9]
- Luis Buñuel (1900–1983), spanisch-mexikanischer Filmemacher[7]
- Carol II. (1893–1953), König von Rumänien[10]
- Julián Carrillo (1875–1965), Musiker[10]
- Antonio Castro Leal (1896–1981), Rechts- und Literaturwissenschaftler[8]
- José Chávez Morado (1909–2002), Künstler[9]
- Hernán Cortés (1485–1547), spanischer Konquistador, lebte hier von 1521 bis 1523[11]
- Francisco Díaz de León (1897–1975), Grafiker[12]
- Laura Esquivel (* 1950), Schriftstellerin[7]
- Emilio Fernández (1904–1986), Schauspieler und Regisseur[10]
- Gabriel Figueiroa (1907–1997), Kameramann[10]
- Arturo García Bustos (1926–2017), Maler[13]
- Gabriel García Márquez (1927–2014), kolumbianischer Schriftsteller[7]
- Jorge González Camarena (1908–1980), Maler und Bildhauer[14]
- José Gorostiza (1901–1973), Dichter und Diplomat[10]
- Ángela Gurría (1929–2023), Bildhauerin und erstes weibliches Mitglied der Academia de Artes[14]
- Jorge Ibargüengoitia (1928–1983), Schriftsteller[9]
- Frida Kahlo (1907–1954), Malerin, wohnte im Casa Azul, calle Londres 247 (Ecke calle Ignacio Allende)
- Rina Lazo Wasen (1923–2019), guatemaltekische Malerin und Grafikerin[13]
- Magda Lupescu (1896–1977), Ehefrau von König Carol II. (siehe oben)[10]
- Malinche (ca. 1505–ca. 1529), Dolmetscherin von Hernán Cortés, im Casa Colorada oder Casa de la Malinche an der Plaza La Conchita. Darin zu sehen ist das sechste Wandbild der ersten weiblichen Muralistin Aurora Reyes Flores, die ebenfalls in Coyoacán lebte (siehe unten).
- Carlos Montemayor (1947–2010), Schriftsteller und Sänger[9]
- Francisco Moreno Capdevila (1926–1995), Maler, Grafiker und Bildhauer[14]
- Salvador Novo (1904–1974), Schriftsteller und Begründer des Experimentaltheaters La Capilla in Coyoacán (1953)[10] calle de Salvador Novo
- Zelia Nuttall (1857–1933), US-amerikanische Archäologin und Anthropologin[10]
- Juan O’Gorman (1905–1982), Architekt und Maler[14]
- Pablo O’Higgins (1904–1983), Maler und Mitbegründer der Liga de Escritores y Artistas Revolucionarios[13]
- Diego de Ordás (1485–1532), spanischer Konquistador, Avenida Francisco Sosa 4
- José Clemente Orozco (1883–1949), Maler[15]
- Octavio Paz (1914–1998), Schriftsteller und Diplomat,[10] Avenida Francisco Sosa 383
- Feliciano Peña (1915–1982), Maler, Grafiker und Bildhauer[14]
- Alfredo Ramos Martínez (1871–1946), Maler[10]
- Gustav Regler (1898–1963), deutscher Schriftsteller und Journalist[10]
- Aurora Reyes Flores (1908–1985), Malerin[14]
- Dolores del Río (1904–1983), Schauspielerin,[10] calle de Salvador Novo 127
- María Teresa Rivas (1933–2010), Schauspielerin[14]
- Diego Rivera (1886–1957), Maler[10]
- Francisco Sosa (1848–1925), Historiker und Schriftsteller, Avenida Francisco Sosa 38
- José Juan Tablada (1871–1945), Dichter[10]
- Rufino Tamayo (1899–1991), Maler[10]
- Manuel Toussaint y Ritter (1890–1955), Kunsthistoriker[10]
- Leo Trotzki (1879–1940), russischer Revolutionär,[10] Avenida Río Churubusco 410